# Таможенное право
Тамо́женное пра́во — комплексная отрасль права, представляющая собой систему правовых норм различной право-отраслевой принадлежности, которые устанавливаются (санкционируются) государством и предназначены для регулирования общественных отношений, связанных с перемещением товаров и транспортных средств через таможенную границу, взиманием таможенных платежей, таможенными операциями, таможенным контролем и другими средствами проведения таможенной политики как составной части внутренней и внешней политики.

## Предмет отрасли
Предметом любой отрасли права является круг общественных отношений, регулируемых её нормами. Предмет таможенного права — это носящие комплексный характер общественные отношения, возникающие в связи с осуществлением таможенной деятельности.
Общественные отношения, связанные с таможенной деятельностью и составляющие предмет таможенного права, называются таможенными правоотношениями.
Главная особенность таможенных отношений состоит в том. что все они складываются в связи с перемещением товаров и транспортных средств через таможенную границу, его оформлением и контролем, а также уплатой таможенных платежей.
Таможенные правоотношения охватывают:
- организацию таможенного дела;
- перемещение через таможенную границу РФ товаров и транспортных средств;
- регулирование таможенных режимов;
- взимание таможенных платежей;
- предварительные операции;
- таможенное оформление;
- таможенный контроль над товарами и транспортными средствами, перемещаемыми через таможенную границу РФ;
- валютный контроль;
- совершение правонарушений (административных и уголовных) в сфере таможенного дела;
- обжалование и рассмотрение решений, действий или бездействия таможенных органов РФ и их должностных лиц;
- организацию государственной службы в таможенных органах и выполнение государственными служащими возложенных на таможенные органы задач и функций.

## Цели таможенного права
Основными целями таможенного права являются:
- создание условий для эффективной деятельности таможенных и других государственных органов по осуществлению таможенного дела, его развитию и совершенствованию;
- обеспечение оптимальной научно обоснованной организации таможенной системы, объединяющей таможенные и иные государственные (исполнительные) структуры, обеспечивающие реализацию таможенной политики;
- создание надежных условий обеспечения законных прав и свобод граждан, их общественных объединений при осуществлении таможенного дела; обеспечение соблюдения прав и исполнения обязанностей граждан России, иностранцев и лиц без гражданства, а также юридических лиц в процессе их участия в таможенно-правовых отношениях;
- обеспечение соблюдения социально-экономических приоритетов РФ, экономического суверенитета и экономической безопасности, защиты рынка. Стимулирование развития национальной экономики, а также активизация связей национальной экономики с мировым хозяйством.

## Субъекты таможенного права
Субъектом таможенного права признается тот, кто наделяется правами и обязанностями в таможенной сфере. Субъектами таможенного права являются:
- таможенные органы;
- должностные лица таможенных органов;
- юридические лица;
- физические лица;

Эти субъекты могут быть разделены на две группы: общие и специальные субъекты.
Понятием специального субъекта таможенного права охватываются таможенные органы и государственные служащие таможенных органов. Их специфика определяется установленной таможенным правом компетенцией таможенных органов, которая характеризуется совокупностью возложенных на них задач и функций, а также объёмом конкретных прав и обязанностей государственного служащего того или иного таможенного органа.
Понятием общие субъекты таможенного права охватываются: юридические лица — предприятия, учреждения и организации; физические лица, вступающие в различные правоотношения с таможенными органами; международные организации, имеющие отношение к таможенному делу.

## Методы
Комплексный характер общественных отношений, регулируемых таможенным правом, обуславливает применение практически всех имеющихся в действующей системе права способов воздействия на субъектов: административно-правового и гражданско-правового методов в их различных формах выражения. Эти два правовых метода содержательно выражают все наиболее существенные признаки таможенно-правового воздействия на общественные отношения в таможенной сфере.
Административно-правовой (императивный) метод регулирования основан на отношениях власти и подчинения сторон, их неравенстве и односторонности волеизъявления. Он выражается в установлении обязательных предписаний, запретов, ограничений, разрешений.
Гражданско-правовой (диспозитивный) метод регулирования основан на принципе равенства сторон и возможности регламентирования правоотношений участниками этих отношений

## Принципы таможенного права
Принципами таможенного права являются:
- законность
- демократизм
- полномасштабное и четкое таможенное регулирование;
- обеспечение эффективности таможенно-правовых средств и инструментов;
- принципы перемещения товаров и транспортных средств.

## Отраслевые принципы
- принцип охраны государственной и общественной безопасности;
- принцип защиты экономических интересов государства;
- принцип единства таможенной территории.